# Goudwanghoningeter
De goudwanghoningeter (Oreornis chrysogenys) is een zangvogel uit de familie Meliphagidae (honingeters).

## Verspreiding en leefgebied
Deze soort is endemisch in het westelijke deel van Centraal-Nieuw-Guinea.

## Status
De grootte van de populatie is niet gekwantificeerd maar de soort wordt omschreven als vrij algemeen op grotere hoogtes. Op de Rode lijst van de IUCN heeft deze soort de status niet bedreigd.